# Cumandá (Morona Santiago)
Cumandá ist eine Ortschaft und eine Parroquia rural („ländliches Kirchspiel“) im Kanton Palora der ecuadorianischen Provinz Morona Santiago. Sitz der Verwaltung ist Cumandá, auch als Colonia Agrícola “Sevilla del Oro” bekannt. Die Parroquia besitzt eine Fläche von 825,11 km². Beim Zensus 2010 wurden 345 Einwohner gezählt.

## Lage
Die Parroquia Cumandá liegt an der Ostflanke der Cordillera Real. Das Gebiet misst 36,5 km in Ost-West-Richtung sowie 32,5 km in Nord-Süd-Richtung. Der Río Pastaza fließt entlang der nordöstlichen und östlichen Verwaltungsgrenze in Richtung Südsüdost. Dessen rechter Nebenfluss Río Encanto begrenzt das Areal im Norden. Die Pastaza-Zuflüsse Río Chuya Llushin und Río Llushin begrenzen das Gebiet im östlichen Süden und im Südosten. Die westliche Verwaltungsgrenze verläuft entlang dem Hauptkamm der Cordillera Real zwischen den Vulkanen El Altar im Südwesten und Tungurahua im Nordwesten. Der 1130 m hoch gelegene Hauptort befindet sich 33 km nordnordwestlich vom Kantonshauptort Palora. Eine 3 km lange Nebenstraße zweigt von der Fernstraße E30 (Baños–Puyo) ab, überquert den Río Pastaza und erreicht dort den Hauptort Cumandá. Die einspurige Hängebrücke über den Fluss ist nur für Fahrzeuge mit maximal 3 Tonnen Gewicht zugelassen. Eine Piste führt vom Hauptort weiter entlang dem Flusslauf des Río Pastaza nach Süden.
Die Parroquia Cumandá grenzt im Nordosten und im Osten an die Provinz Pastaza mit den Parroquias Mera, Shell und Madre Tierra (alle drei im Kanton Mera), im Südosten an die Parroquias Palora und Sangay, im Südwesten an den Kanton Pablo Sexto, im Westen an die Provinz Chimborazo mit den Parroquias La Candelaria, Matus, El Altar und Puela (alle 4 im Kanton Penipe) sowie im Nordwesten an die Provinz Tungurahua mit den Parroquias Río Verde und Río Negro (beide im Kanton Baños de Agua Santa).

## Orte und Siedlungen
In der Parroquia gibt es folgende Recintos: Colonia Agrícola “Hugo Holguín”, Colonia Agrícola “Sevilla del Oro” und San Francisco de Llushin.

## Geschichte
Die Parroquia Cumandá wurde am 28. September 1961 gegründet (Registro Oficial N° 327). Der Name bezieht sich auf einen Roman des ecuadorianischen Schriftstellers Juan León Mera.

## Ökologie
Ein Großteil des Verwaltungsgebietes liegt im Nationalpark Sangay. Außerhalb des Nationalparks liegen die Gebiete entlang dem Flusslauf des Río Pastaza.